# Bundesautobahn 840
Die Bundesautobahn 840 (Abkürzung: BAB 840) – Kurzform: Autobahn 840 (Abkürzung: A 840) – war eine geplante Autobahn in Baden-Württemberg. Sie sollte von der A 5 bei Offenburg über Kehl nach Straßburg führen. Auf der geplanten Trasse verläuft heute die autobahnähnlich ausgebaute B 28, an der französischen Grenze geht sie in die N4 über.